# Yang Hao (saltador)
Yang Hao (en chino: 杨昊; 3 de febrero de 1998) es un deportista chino que compite en saltos de trampolín y plataforma.
Participó en los Juegos Olímpicos de París 2024, obteniendo una medalla de oro en la prueba de plataforma 10 m sincro (junto con Lian Junjie).
Ganó nueve medallas en el Campeonato Mundial de Natación entre los años 2015 y 2024. En los Juegos Asiáticos consiguió tres medallas de oro, una en 2018 y dos en 2022.

## Palmarés internacional
| Juegos Olímpicos   | Juegos Olímpicos        | Juegos Olímpicos  | Juegos Olímpicos       |
| Año                | Lugar                   | Medalla           | Prueba                 |
| ------------------ | ----------------------- | ----------------- | ---------------------- |
| 2024               | París (Francia)         | Medalla de oro    | Plataforma 10 m sincro |
| Campeonato Mundial |                         |                   |                        |
| Año                | Lugar                   | Medalla           | Prueba                 |
| 2015               | Kazán (Rusia)           | Medalla de oro    | Trampolín 3 m sincro   |
| 2017               | Budapest (Hungría)      | Medalla de oro    | Plataforma 10 m sincro |
| 2019               | Gwangju (Corea del Sur) | Medalla de plata  | Plataforma 10 m        |
| 2022               | Budapest (Hungría)      | Medalla de oro    | Plataforma 10 m sincro |
| 2022               | Budapest (Hungría)      | Medalla de bronce | Plataforma 10 m        |
| 2023               | Fukuoka (Japón)         | Medalla de oro    | Plataforma 10 m sincro |
| 2023               | Fukuoka (Japón)         | Medalla de bronce | Plataforma 10 m        |
| 2024               | Doha (Catar)            | Medalla de oro    | Plataforma 10 m        |
| 2024               | Doha (Catar)            | Medalla de oro    | Plataforma 10 m sincro |
| Juegos Asiáticos   |                         |                   |                        |
| Año                | Lugar                   | Medalla           | Prueba                 |
| 2018               | Yakarta (Indonesia)     | Medalla de oro    | Plataforma 10 m sincro |
| 2022               | Hangzhou (China)        | Medalla de oro    | Plataforma 10 m        |
| 2022               | Hangzhou (China)        | Medalla de oro    | Plataforma 10 m sincro |